# 灰林鸽
灰林鸽（学名：Columba pulchricollis）为鸠鸽科鸽属的鸟类。

## 分佈
印度、尼泊尔、缅甸、泰国、台湾以及中国大陆的西藏、云南等地，主要生活于树栖以及活动于以栎树为主的常绿阔叶林中。该物种的模式产地在尼泊尔。

## 繁殖
雌鳥一般只會產一顆蛋，孵化時間為21到23天。幼鳥出生后28天后就會飛行。

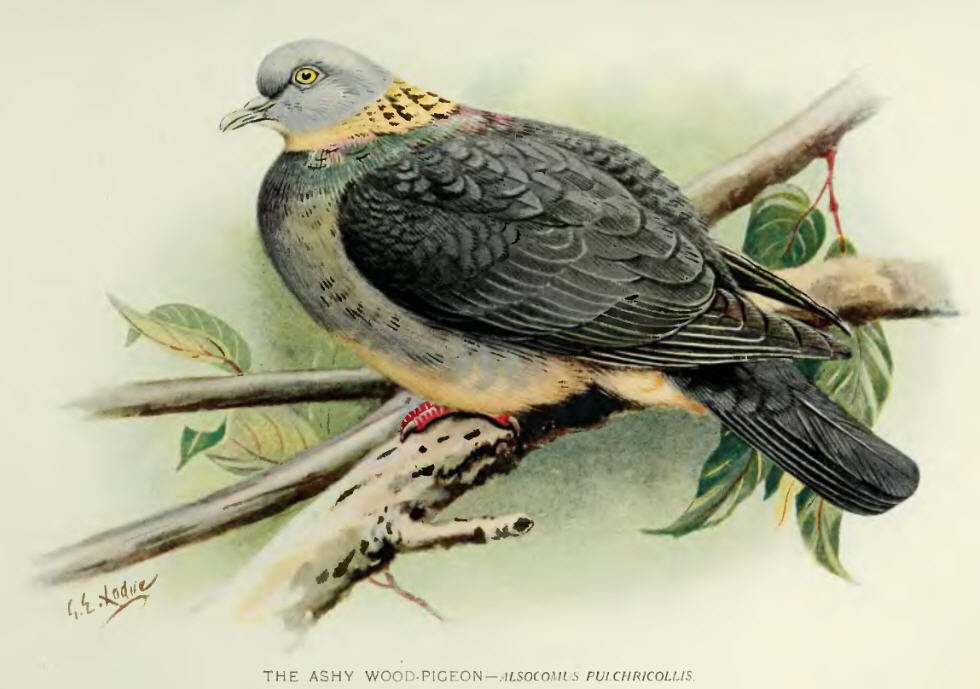
畫家筆下的灰林鴿, 來自"印度的鳩鴿"(1913)一書